# Partit Nacionalista Basc
|  | «PNB» redirigeix aquí. Vegeu-ne altres significats a «PNB (desambiguació)». |

El Partit Nacionalista Basc (oficialment Euzko Alderdi Jeltzalea-Partido Nacionalista Vasco, EAJ-PNV), és un partit polític basc fundat el 31 de juliol de 1895 per Sabino Arana.
La seva activitat s'estén a tot el País Basc i actualment és l'únic partit que governa les institucions que administren els sis territoris del País Basc. El PNB lidera el Govern Basc i és present al Govern de Navarra i a la Mancomunitat d'Iparralde, a més de liderar centenars d'alcaldies dels sis territoris del País Basc.
El PNB és un partit nacionalista basc. Fou fundat el 1895 per Sabino Arana, per a defensar les seves tesis en pro de la independència del País Basc i la recuperació dels furs. Originàriament nascut a Biscaia, al llarg del segle xx es va estendre a tots els territoris bascs (incloses Navarra i el País Basc del Nord). Paral·lelament, a mesura que el sistema bipartidista espanyol ho permetia, es va fer lloc al mapa polític basc, fins a convertir-se en la força hegemònica, posició que manté en l'actualitat.
El PNB ha participat de manera decisiva en el procés autonòmic basc, tant durant la Segona República Espanyola com en la transició democràtica. Ha estat el principal partit de govern en totes les experiències autonòmiques d'Euskadi des de la fundació del partit, amb percentatges de vot entre el 35 i el 40%, excepte entre el 1986 i el 1998, quan se'n va escindir Eusko Alkartasuna, que posteriorment va anar diluint-se sense espai entre el PNB i l'esquerra abertzale. El partit ha governat la Comunitat Autònoma Basca des de la seva creació en 1980 (tret del període entre 2009 i 2012), ha estat present en diverses legislatures al Govern de Navarra i manté una àmplia representació política a les institucions del País Basc del Nord. L'organització juvenil del PNB és Euzko Gaztedi.

## Organització
L'executiva nacional del Partit Nacionalista Basc és l'Euzkadi Buru Batzar (en català, Junta Suprema d'Euskadi). Està format per representants dels sis territoris del País Basc, proposats i escollits per votació de la militància a les assemblees dels batzokis. L'executiva manté independència de l'àmbit d'acció institucional i els càrrecs polítics no en poden formar part d'aquest òrgan. Les autoritats institucionals, lehendakari inclòs, estan subjectes a l'autoritat del partit.
Les candidatures han de ser proposades per les assemblees locals del partit i els militants no poder proposar-se a si mateixos per cap càrrec intern o institucional. En cas de ser proposat i escollit per la militància per assolir un càrrec, els estatuts del partit recullen l'obligació de la persona escollida d'acceptar el nomenament.
Només hi ha dos òrgans per sobre de l'executiva nacional del partit:
- L'Aberri Batzarra, òrgan suprem de decisió, és l'assemblea formada per delegacions de tots els batzokis on els militants de base realitzen el control a l'EBB i prenen les decisions més importants per votació nominal.
- El Tribunal Nacional de Justícia: l'òrgan suprem en matèria judicial/estatutària del partit i està format per militants de reconeguda trajectòria escollits per les bases del partit. No s'ha de confondre amb la comissió nacional de garanties i control.

Des de 2013 el partit és dirigit per Andoni Ortuzar Arruabarrena.
A nivell territorial, el PNB manté una estructura semblant a la nacional. L'executiva del territori de Àlaba és l'Araba Buru Batzar o ABB, a Biscaia és el Bizkai Buru Batzar o BBB, la Gipuzko Buru Batzar o GBB ho és a Guipúscoa, el Napar Buru Batzar ho es a Navarra i l'Ipar Buru Batzar ho es al País Basc del Nord.
Als municipis i localitats s'organitzen a través dels batzokis, en assemblees de militants que es coneixen com a Uri Buru Batzar (en català, Junta Suprema Local). Es manté la mateixa lògica bicèfala a tots els nivells, de manera que la Junta de l'Uri Buru Batzar i el grup municipal de l'ajuntament han de ser dos òrgans independents, estant sempre el segon sota les directrius del primer.
Actualment, hi ha al voltant de 300 batzokis arreu del País Basc, a més de delegacions internacionals oficials a l'Argentina, Xile, Mèxic i Veneçuela i dos Batzokis a Madrid i Benidorm.

## Història del partit

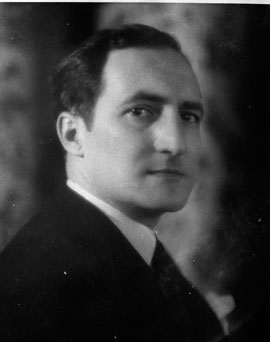
José Antonio Aguirre i Lecube, primer lehendakari o president d'Euskadi, càrrec que va assumir durant la Guerra Civil espanyola

Després de les guerres carlines, l'abolició dels furs i l'auge de la industrialització que va comportar una forta immigració i un gran canvi en poc de temps per a la societat biscaïna, Sabino Arana, va interpretar el nacionalisme romàntic fent-se ressò del corrent nacionalista europea i va fundar el PNB en 1895 amb la finalitat d'aconseguir la independència de "Euzkadi", els territoris bascos, i fundar un estat basc sobirà.
A partir del 1903, el patriotisme es va estendre a tota Biscaia, començant a Guipuscoa i guanyant seguidors a Navarra i Àlaba. A partir del 1907, en el partit prevalgueren dues tendències: Luis Arana i Angel Zabala "Kondaño", els aberritarrak (patriotes), hereus ideològics més clars de Sabino Arana, defensaven que calia portar una clara tendència independentista ; Ramon de la Sota, Chalbaud, Horn, Epalza, Landeta i altres, els euskalerriakoak o "del País Basc" eren partidaris de la tendència autonomista. La primera assemblea general del Partit Nacional Basc es va celebrar a Elgoibar el 1908 i es va estendre a la majoria de parts del sud del País Basc amb les seves pròpies estructures i mitjans. El grup burgès que va tenir una gran influència en la indústria de Biscaia va dominar el congrés a Elgoibar. El 1910, el Partit Nacionalista Basc es va dividir per primera vegada. El nou grup es va anomenar Askatasuna, no acceptaven la connexió de política i religió i això va unir a "patriotes" i els "bascos" contra ells. El 1911, davant la fortalesa del moviment obrer "estranger" a Bizkaia i Gipuzkoa, el PNB va decidir formar el sindicat Solidaridad de los Trabajadores Vascos. L'1 de febrer de 1913 es va publicar per primera vegada el diari "Euzkadi".
El 1921, el moviment d'Arana es va escindir: la moderada Comunió Nacionalista Vasca i la independentista Aberri (EAJ). "Aberritarrak" i la majoria dels joves del grup Euzko Gazteria, dirigits per Elias Gallastegi, fundador del grup, van sortir de la Comunió Nacionalista Vasca i van adoptar el nom d'Euzko Alderdi Jeltzalea, creient que Comunió havia venut els principis del patriotisme. El 1923, la dictadura de Primo de Rivera va prohibir el partit. El 1931, la Segona República espanyola va instaurar-se i el Partit Nacionalista Basc va dur a terme una política a favor de l'estatus autònom del País Basc del Sud. El partit va llogar el palauet neobasc propietat de la família Arana per ser habilitat com a «batzoki» (seu social del PNB) i seu central de l'Euzkadi Buru Batzar, a iniciativa de Luis Arana, germà de Sabino, i la nova seu central del partit es va inaugurar a principis de 1932. El 1933, el PNB va abandonar la coalició de dretes i va obtenir una victòria molt important a les eleccions, però no es va aprovar l'Estatut d'autonomia.

### Exili en la posguerra
Després de perdre la guerra civil espanyola, entre juny i juliol de 1937, els principals líders del Partit Nacionalista Basc van haver d'anar a l'exili a París i Londres, a l'entorn de Manuel de Irujo i José Antonio Aguirre, i als anys quaranta de Rezola, Lasarte, Mitxelena, Solaun i, sobretot, Juan Ajuriagerra. Aguirre i la majoria de membres del Partit Nacionalista Basc van creure que la victòria aliada provocaria la desaparició del govern franquista, però les vagues de 1947 i 1951 van ser en va, i a partir de 1953 els Estats Units van manifestar la seva intenció de donar suport al govern franquista. El 15 d'abril de 1963 es va celebrar el primer Aberri Eguna a la banda francesa del país.
Posteriorment ha tingut dues escissions principals, la dècada de 1950 amb ETA (grup d'extrema esquerra independentista que fa ús de la lluita armada per aconseguir els seus objectius) i el 1986 amb Eusko Alkartasuna (partit independentista de tendència esquerrana).

### Recuperació de la democràcia. Carlos Garaikoetxea
Després de l'aprovació de l'Estatut de Gernika, Carlos Garaikoetxea fou elegit president o lehendakari del Govern del País Basc després de les eleccions al Parlament Basc de 1980, El seu mandat es va caracteritzar per la construcció del govern i institucions autonòmiques basques. Així, va haver de desenvolupar l'Estatut d'Autonomia del País Basc de 1979. Entre les competències assumides es trobaven l'ordre públic, amb la consegüent creació d'un cos de policia autonòmica (l' Ertzaintza) el 1982, la creació del Servei Basc de Salut (Osakidetza) el 1981, o la creació de la radiotelevisió basca, EiTB, amb una primera emissió el 27 de desembre de 1982. Va ser una etapa que es va caracteritzar per l'austeritat en la despesa governamental, o la consecució del Concert Econòmic basc el 1981. Durant el seu mandat també es va obrir la possibilitat de sindicació als funcionaris del Govern Basc, un assumpte que va ser molt polèmic en el seu moment. Així mateix, es van produir esdeveniments rellevants, com van ser la visita del papa Joan Pau II, les inundacions de 1983, model de gestió de crisi del llavors recentment estrenat sistema "SOS deiak", o accidents, com el de l'explosió a l'escola d'Ortuella el 1980, o el de la muntanya Oiz, el 1985, en el qual es va estavellar un avió de passatgers.
Garaikoetxea va ser reelegit el 1984 amb 34 escons, i en 1986, després de moltes desavinences amb la direcció del PNB per la "Llei de Territoris Històrics", que havia de delimitar les competències del Govern Basc i les de les Diputacions Forals dels tres territoris històrics, l'expulsió de Manuel Ibarrondo i tota l'organització navarresa, Carlos Garaikoetxea es va separar del PNB per fundar Eusko Alkartasuna (EA), i José Antonio Ardanza va resultar designat pel seu partit president del govern autònom basc, en substitució de Garaikoetxea.

### Lehendakaritza de José Antonio Ardanza
Amb el liderat de José Antonio Ardanza, el PNB va poder mantenir l'hegemonia al nacionalisme basc, i va renovar la lehendakaritza formant el primer govern de coalició amb el PSE-PSOE de Txiki Benegas, que havia obtingut més escons però menys vots a les eleccions de 1986, i no va aconseguir el suport de EA i Euskadiko Ezkerra (EE) per elegir Ramón Jáuregui, que es va convertir en vicelehendakari, i la seva pertinença a l'ala moderada i autonomista del Partit Nacionalista Basc va propiciar una perllongada col·laboració entre el PNB i els socialistes bascos. Va impulsar del Pacte d'Ajuria Enea, contra la intervenció i iniciativa de l'esquerra abertzale signat el 1988, en l'època més dura d'Euskadi Ta Askatasuna (ETA). El PNB, EA i EE van tirar endavant una declaració per la qual el Parlament d'Euskadi proclamava que “el poble basc té dret a l'autodeterminació” el 15 de febrer del 1990, i el 28 d'octubre el PNB va obtenir el triomf a les eleccions al Parlament Basc de 1990 el formant govern amb EA i EE.
En 1991 Ardanza va expulsar del govern a EA per recolzar les mocions en favor de la independència que impulsava Herri Batasuna a alguns ajuntaments, i va incorporar al PSE al govern, amb els que el juny ja havia negociat acords per garantir la governabilitat de les diputacions forals i els principals ajuntaments. El seu conseller de Presidència Joseba Zubia va elaborar l'informe Zubia l'1 de juliol de 1993 que detallava les 53 competències autonòmiques pendents de transferir de l'Estatut de Gernika, i que es va revisar en 1995. El pacte amb els socialistes es va reeditar després de les 1994 amb la incorporació de EA amb dos consellers.
El govern del PSOE no va poder resistir els nombrosos escàndols de corrupció (Roldan, Filesa …), la destapada Guerra bruta del GAL… i el 1996 les eleccions generals van donar com a resultat la victòria per majoria simple del PP, que l'obligava a arribar a acords amb els partits nacionalistes de PNB i CiU. El PNB va donar la investidura com a president del popular José Mª Aznar aconseguint una millora del concert econòmic i la matisació de la política antiterrorista dels populars. Com a resultat, les hisendes dels territoris històrics de la CAB van aconseguir una capacitat normativa i recaptatòria pràcticament plena sobre tots els impostos, excepte l'IVA.
Al final del seu govern, poc després de l'execució del regidor popular d'Ermua Miguel Ángel Blanco Garrido per part d'ETA el 13 de juliol de 1997 que havia generat una gran indignació a la societat espanyola, que es llançà massivament als carrers de les principals ciutats espanyoles exigint justícia i la recerca d'una solució final al problema, el 20 de novembre l'organització declarà la primera treva parcial de la seva història per als funcionaris de presons, però les discrepàncies entre els signants del Pacte d'Ajuria Enea i la dificultat d'aconseguir la pau, van fer esllanguir el pacte i el febrer de 1998, Ardanza va promoure un nou pla de pau, conegut popularment com a Pla Ardanza, que pretenia impulsar un diàleg sense límits entre els partits bascos aliens a l'activitat violenta, a la recerca d'un nou consens respecte del marc jurídic del País Basc, que fou rebutjat per PP i PSOE. Els consellers socialistes van dimitir el 3 de juliol de 1998 pel rebuig del PNB a la proposta socialista per incloure l'acatament de la Constitució per part dels diputats electes.

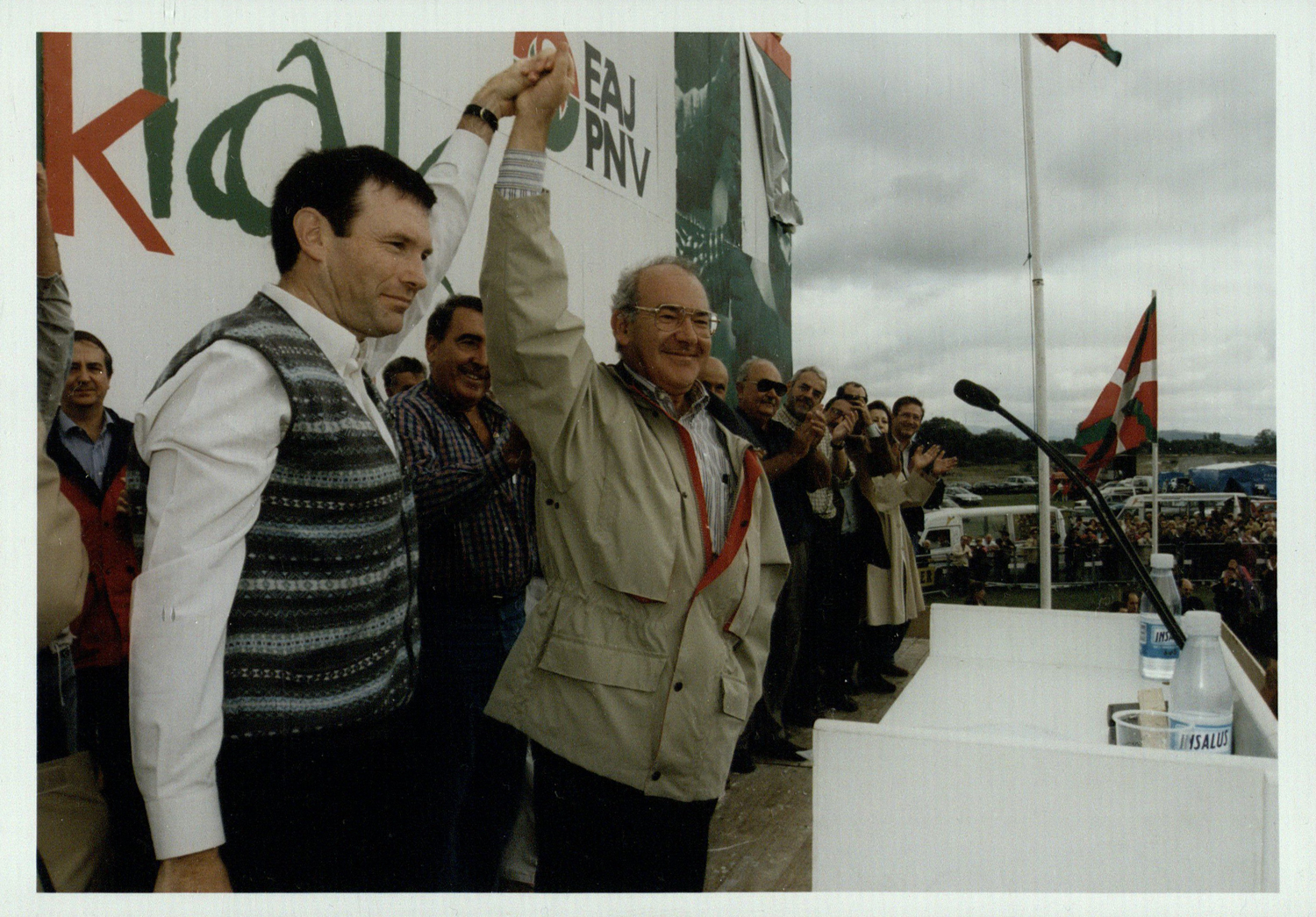
Juan Jose Ibarretxe i Jose Antonio Ardanza a l'Alderdi Eguna de 1998. L'any següent, Ardanza va acabar la seva tercera legislatura com a president i va donar el seu testimoni a Ibarretxe.

Després de les converses entre ETA, el PNB i EA l'agost de 1998, no serà fins al 16 de setembre quan ETA anunci una treva total, indefinida i sense condicions que començaria al cap de dos dies, el 18 de setembre, responent al document signat per PNB, Herri Batasuna, Eusko Alkartasuna, Ezker Batua-Berdeak, el sindicat LAB, i altres organitzacions, conegut com el Pacte de Lizarra.

### Lehendakaritza de Juan José Ibarretxe
La signatura del Pacte de Lizarra fou respost per Euskadi Ta Askatasuna (ETA) amb la declaració d'una treva indefinida i a un govern de coalició format el 2 de gener de 1999 per PNB i Eusko Alkartasuna guiat per Juan José Ibarretxe i recolzat externament, per primera vegada, per Euskal Herritarrok (EH), la nova coalició electoral de l'esquerra abertzale.
ETA va trencar l'alto el foc el 27 de novembre de 1999, acusant el PNB i EA d'haver incomplert un suposat acord, negat pels responsables del PNB i EA, al qual haurien arribat el juny del 1998, abans de la signatura del Pacte de Lizarra. El 21 de gener de 2000, ETA va fer explotar un cotxe bomba a Madrid que va causar la mort del militar Pedro Antonio Blanco, obligant Ibarretxe a deixar en suspens el pacte de legislatura amb Euskal Herritarrok, i fou trencat definitivament després de l'assassinat del socialista Fernando Buesa i la seva escorta, l'ertzaina Jorge Díez el 22 de febrer del 2000. El trencament de l'acord parlamentari amb Euskal Herritarrok, que va abandonar el parlament al setembre anunciant que només tornaria en ocasions puntuals va deixar el govern PNB-EA en minoria parlamentària. Després de diversos mesos de precarietat parlamentària, a causa de l'activa oposició de socialistes i populars i de la impossibilitat d'aprovar lleis per l'absència de suports parlamentaris, el lehendakari va anunciar eleccions anticipades per al 13 de maig del 2001, donant per acabada la legislatura més curta del Parlament basc des de l'arribada de la democràcia, amb alts graus de crispació política i una renovada ofensiva d'ETA.

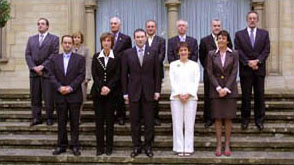
Setè govern Basc

A les eleccions 2001 el PNB es va presentar en coalició amb EA amb un programa obertament sobiranista de superació dels marcs estatutari i constitucional i favorable a l'autodeterminació obtenint 33 escons. Ibarretxe va ser investit Lendakari el 12 de juny del 2001 en segona votació, amb el suport de la coalició PNB-EA, i EB. El govern, que va començar amb consellers únicament del PNB i EA va ser ampliat amb un conseller d'EB, Javier Madrazo, el setembre del 2001. La il·legalització de Batasuna en 2003 en aplicació de la Llei de Partits espanyola, en què s'havia refundat Euskal Herritarrok el juny del 2001, i les pressions del govern central en mans del PP van fer que els últims anys d'aquest govern fossin difícils en no disposar de majoria absoluta tot i ser majoritari.

### Govern del socialista Patxi López
El partit ha governat la Comunitat Autònoma Basca des de la seva creació en 1980 tret del període entre 2009 i 2012, el Govern de Navarra en repetides legislatures i diverses institucions locals i comunals del País Basc del Nord. Malgrat que el PNB va ser la candidatura amb major nombre de vots a les eleccions al Parlament Basc de 2009, no va poder revalidar la coalició de govern que anteriorment formava amb EA i Ezker Batua-Berdeak, i el front espanyolista format pel PSE-EE-PSOE, el Partit Popular i Unió, Progrés i Democràcia va formar govern, amb el líder socialista Patxi López al capdavant com a nou lehendakari d'Euskadi. Alguns analistes apunten a la possibilitat que el canvi de govern ha estat únicament possible amb el nou repartiment d'escons fruit de la il·legalització de Democràcia Tres Milions.

### Lehendakaritza d'Iñigo Urkullu
Amb els resultats de les eleccions al Parlament Basc de 2012, el 13 de desembre de 2012 el PNB va recuperar el Govern Basc en minoria, encapçalat per Iñigo Urkullu com a setè lehendakari. El 12 de gener de 2013 és elegit Andoni Ortuzar Arruabarrena President del Euzkadi Buru Batzar del Partit, El setembre del 2013 el partit va signar un pacte d'estabilitat política i pressupostària amb el PSE-EE. Després de les eleccions municipals i forals del juny del 2015, van signar un acord de coalició per governar en aquestes institucions, Andoni Ortuzar va revalidar el seu càrrec en l'Assemblea General del PNB celebrada en Iruñea els dies 13 i 14 de febrer de 2016.
Després de les eleccions de 2016 el partit va tornar a formar un govern de coalició amb el PSE-EE encapçalat per Iñigo Urkullu,, que es reeditaria després de les eleccions de 2020. A les eleccions municipals franceses de 2020 va aconseguir 14 regidors, i entre ells l'alcalde d'Arrosa.
Les eleccions municipals i les eleccions a les Juntes Generals del 28 de maig de 2023 van estar dominades per l'ascens d'EH Bildu, la coalició sobiranista va superar per primera vegada al PNB en regidors, tot i que els jeltzales es van mantenir en primer lloc en vots amb la possibilitat real de ser derrotats a les eleccions al Parlament Basc de 2024 davant els abertzales i perdre l'hegemonia que ha mantingut des de la transició, per a les quals l'Euskadi Buru Batzar va escollir el novembre del 2023 Imanol Pradales com a candidat a Lehendakari.

### Lehendakaritza d'Imanol Pradales i presidència d'Aitor Esteban
Després d'un acord del PNB amb el Partit Socialista d'Euskadi - Euskadiko Ezkerra (PSE-EE), Imanol Pradales fou investit Lehendakari el dia 20 de juny de 2024 pel Parlament del País Basc substituint en el càrrec al Lehendakari Iñigo Urkullu. El març de 2025, Aitor Esteban va ser elegit president del PNB, en substitució d'Andoni Ortuzar.

## Resultats electorals

### Eleccions al Parlament Basc
El PNB ha guanyat totes les eleccions al parlament basc des de 1980, tot i que a la IX Legislatura (2009-2012) va governar el socialista Patxi López a l'obtenir la majoria necessària amb els vots del PSE, PP i UPiD, amb la important absència de l'esquerra abertzale per la il·legalització o anul·lació sistemàtica de totes les seves candidatures, incloent Democràcia Tres Milions.
| Parlament Basc |            |            |            |         |      |                      |                       |
| Any            | Vots       | %          | #          | Escons  | +/–  | Líder                | Govern                |
| 1980           | 349,102    | 37.95%     | 1r         | 25 / 60 | —    | Carlos Garaikoetxea  | Minoria               |
| 1984           | 451,178    | 41.81%     | 1r         | 32 / 75 | ▲ 7  | Carlos Garaikoetxea  | Minoria               |
| 1986           | 271,208    | 23.60%     | 1r         | 17 / 75 | ▼ 15 | José Antonio Ardanza | Coalició (PNV–PSE)    |
| 1990           | 289,701    | 28.28%     | 1r         | 22 / 75 | ▲ 5  | José Antonio Ardanza | Coalició (PNV–EA–EE)  |
| 1990           | 289,701    | 28.28%     | 1r         | 22 / 75 | ▲ 5  | José Antonio Ardanza | Coalició (PNV–PSE–EE) |
| 1994           | 304,346    | 29.32%     | 1r         | 22 / 75 | =    | José Antonio Ardanza | Coalició (PNV–PSE–EA) |
| 1994           | 304,346    | 29.32%     | 1r         | 22 / 75 | =    | José Antonio Ardanza | Coalició (PNV–EA)     |
| 1998           | 350,322    | 27.62%     | 1r         | 21 / 75 | ▼ 1  | Juan José Ibarretxe  | Coalició (PNV–EA)     |
| 2001           | Amb PNV–EA | Amb PNV–EA | Amb PNV–EA | 26 / 75 | ▲ 5  | Juan José Ibarretxe  | Coalició (PNV–EA)     |
| 2001           | Amb PNV–EA | Amb PNV–EA | Amb PNV–EA | 26 / 75 | ▲ 5  | Juan José Ibarretxe  | Coalició (PNV–EA–EB)  |
| 2005           | Amb PNV–EA | Amb PNV–EA | Amb PNV–EA | 21 / 75 | ▼ 5  | Juan José Ibarretxe  | Coalició (PNV–EA–EB)  |
| 2009           | 399,600    | 38.14%     | 1r         | 30 / 75 | ▲ 9  | Juan José Ibarretxe  | Oposició              |
| 2012           | 384,766    | 34.16%     | 1r         | 27 / 75 | ▼ 3  | Iñigo Urkullu        | Minoria               |
| 2016           | 398,168    | 37.36%     | 1r         | 28 / 75 | ▲ 1  | Iñigo Urkullu        | Coalició (PNV–PSE)    |
| 2020           | 349,960    | 38.70%     | 1r         | 31 / 75 | ▲ 3  | Iñigo Urkullu        | Coalició (PNV–PSE)    |
| 2024           | 370.554    | 34,62      | 1r         | 27 / 75 | ▼ 4  | Imanol Pradales      | Coalició (PNV–PSE)    |

### Eleccions al Parlament de Navarra
| Parlament de Navarra |                |                |                |        |     |                      |                             |
| Any                  | Vots           | %              | #              | Escons | +/– | Líder                | Govern                      |
| 1979                 | Amb NV         | Amb NV         | Amb NV         | 2 / 70 | —   | Manuel de Irujo      | Oposició                    |
| 1983                 | 18,161         | 6.83%          | 5è             | 3 / 50 | 1   | Ignacio Cabases      | Oposició                    |
| 1987                 | 2,661          | 0.94%          | 11è            | 0 / 50 | 3   | Vicente Arocena      | Extraparlamentari           |
| 1991                 | 3,071          | 1.12%          | 10è            | 0 / 50 |     | José Antonio Urbiola | Extraparlamentari           |
| 1995                 | Amb NA-PNV     | Amb NA-PNV     | Amb NA-PNV     | 0 / 50 |     | José Antonio Urbiola | Extraparlamentari           |
| 1999                 | Amb EA–PNV     | Amb EA–PNV     | Amb EA–PNV     | 0 / 50 |     | Begoña Errazti       | Extraparlamentari           |
| 2003                 | Amb EA–PNV     | Amb EA–PNV     | Amb EA–PNV     | 1 / 50 | 1   | Begoña Errazti       | Oposició                    |
| 2007                 | Amb NaBai      | Amb NaBai      | Amb NaBai      | 1 / 50 |     | Patxi Zabaleta       | Oposició                    |
| 2011                 | Amb NaBai 2011 | Amb NaBai 2011 | Amb NaBai 2011 | 1 / 50 |     | Patxi Zabaleta       | Oposició                    |
| 2015                 | Amb Geroa Bai  | Amb Geroa Bai  | Amb Geroa Bai  | 4 / 50 | 3   | Uxue Barkos          | Coalició (GBai–EH Bildu–IE) |
| 2019                 | Amb Geroa Bai  | Amb Geroa Bai  | Amb Geroa Bai  | 4 / 50 |     | Uxue Barkos          | Coalició (PSN–GBai–Podem)   |
| 2023                 | Amb Geroa Bai  | Amb Geroa Bai  | Amb Geroa Bai  | 3 / 50 | 1   | Uxue Barkos          | Coalició (PSN–GBai–Zurekin) |

### Eleccions municipals
| Any  | Any       | Vots - (%)       | Pos.     | Escons         | +/-        | Notes                                                        |
| ---- | --------- | ---------------- | -------- | -------------- | ---------- | ------------------------------------------------------------ |
| 1979 | España    | 357.917 (2.18%)  | 7è       | 1,079 / 68.614 | Nou        |                                                              |
| 1979 | País Basc | 351.682 (37.50%) | 1r       | 1.068 / 2.419  | Nou        |                                                              |
| 1979 | Navarra   | 6.235 (2.50%)    | 7è       | 11 / 1.966     | Nou        |                                                              |
| 1983 | España    | 405.741 (2.27%)  | 6è       | 1,324 / 67,351 | Augment    |                                                              |
| 1983 | País Basc | 392.242 (39.45%) | 1r       | 1.261 / 2.440  | Augment    |                                                              |
| 1983 | Navarra   | 13.499 (5.27%)   | 5è       | 63 / 1.773     | Augment    |                                                              |
| 1987 | España    | 241.832 (1.25%)  | 9è       | 819 / 65.577   | Disminució | Trencament amb EA                                            |
| 1987 | País Basc | 239.883 (22.42%) | 1r       | 813 / 2.503    | Disminució |                                                              |
| 1987 | Navarra   | 1.949 (0.72%)    | 11è      | 6 / 1.775      | Disminució |                                                              |
| 1991 | España    | 299.840 (1.61%)  | 8è       | 993 / 66.308   | Augment    |                                                              |
| 1991 | País Basc | 297.632 (30.13%) | 1r       | 979 / 2.539    | Augment    |                                                              |
| 1991 | Navarra   | 2.208 (0.84%)    | 7è       | 14 / 1.782     | Augment    |                                                              |
| 1995 | Espanya   | 313.318 (1.43%)  | 7è       | 1.015 / 65.869 | Augment    |                                                              |
| 1995 | País Basc | 310.616 (28.36%) | 1r       | 998 / 2.556    | Augment    |                                                              |
| 1995 | Navarra   | 2.702 (0.96%)    | -        | 17 / 1.774     | Augment    | Amb NA                                                       |
| 1999 | Espanya   | 369.916 (1.78%)  | 9è+13è   | 1.019 / 65.265 | Augment    | Sumant candidatures pròpies i amb PNB-EA                     |
| 1999 | País Basc | 361.433 (31.56%) | 2n i 3r  | 995 / 2.528    | Disminució | Sumant candidatures pròpies i amb PNB-EA                     |
| 1999 | Navarra   | 8.089 (2.81%)    | 8è       | 21 / 1.681     | Augment    | Com a PNB-EA.                                                |
| 2003 | Espanya   | 484.365 (2.15%)  | 8è i 10è | 1.522 / 65.544 | Augment    | Sumant candidatures pròpies i amb PNB-EA                     |
| 2003 | País Basc | 473.221 (42.31%) | 1r i 2n  | 1.499 / 2.566  | Augment    | Sumant candidatures pròpies i amb PNB-EA                     |
| 2003 | Navarra   | 10.719 (3.67%)   | 6è       | 22 / 1.732     | Augment    | Com a PNB-EA.                                                |
| 2007 | Espanya   | 310.036 (1.42%)  | 7è       | 1.043 / 66.162 | Disminució | No renoven coalició amb EA i retorn de l'esquerra abertzale. |
| 2007 | País Basc | 308.624 (31.77%) | 1r       | 1.029 / 2.597  | Disminució |                                                              |
| 2007 | Navarra   | 52.387 (16.04%)  | 4t       | 133 / 1.787    | Nou        | Resultats de Nafarroa Bai (no sumats).                       |
| 2011 | Espanya   | 327.184 (1.49%)  | 9è       | 882 / 68.286   | Disminució | Formació de Bildu.                                           |
| 2011 | País Basc | 326.052 (30.73%) | 2n       | 872 / 2.627    | Disminució |                                                              |
| 2011 | Navarra   | 1.043 (0.34%)    | 11è      | 9 / 1.845      | Disminució | Candidatures pròpies, a part dels resultats com a NB 2011.   |
| 2015 | Espanya   | 360.434 (1.63%)  | 9è       | 1,019 / 67.611 | Augment    |                                                              |
| 2015 | País Basc | 360.361 (33.77%) | 1r       | 1.018 / 2.628  | Augment    |                                                              |
| 2015 | Navarra   | 29.635 (9.17%)   | 5è       | 59 / 1.889     | Augment    | Resultats de Geroa Bai (no sumats).                          |
| 2019 | Espanya   | 403.654 (1.77%)  | 8è       | 1.052 / 67.121 | Augment    |                                                              |
| 2019 | País Basc | 408.462 (36.24%) | 1r       | 1.057 / 2.651  | Augment    |                                                              |
| 2019 | Navarra   | 20.177 (5.9%)    | 4t       | 47 / 1.996     | Disminució | Resultats de Geroa Bai (no sumats).                          |
| 2023 | Espanya   | 322.579 (1.44%)  | 7è       | 986 / 67.031   | Disminució |                                                              |
| 2023 | País Basc | 322.373 (31.69%) | 2n       | 981 / 2.661    | Disminució |                                                              |
| 2023 | Navarra   | 19.331 (5.98%)   | 4t       | 45 / 1.810     | Disminució | Resultats de Geroa Bai (no sumats).                          |

### Parlament Europeu
| Parlament Europeu |                 |                 |                 |        |       |            |            |            |            |            |            |
| Any               | Total           | Total           | Total           | Total  | Total | País Basc  | País Basc  | País Basc  | Navarra    | Navarra    | Navarra    |
| Any               | Vots            | %               | #               | Escons | +/–   | Vots       | %          | #          | Vots       | %          | #          |
| 1987              | Amb la UE       | Amb la UE       | Amb la UE       | 0 / 60 | —     | 208,135    | 19.39%     | 2n         | 2,574      | 0.91%      | 9è         |
| 1989              | Amb la CN       | Amb la CN       | Amb la CN       | 1 / 60 | 1     | 201,809    | 20.95%     | 1r         | 2,410      | 1.05%      | 10è        |
| 1994              | Amb la CN       | Amb la CN       | Amb la CN       | 1 / 64 |       | 233,626    | 25.85%     | 1r         | 2,835      | 1.23%      | 6è         |
| 1999              | Amb la CN-EP    | Amb la CN-EP    | Amb la CN-EP    | 1 / 64 |       | Amb PNV–EA | Amb PNV–EA | Amb PNV–EA | Amb EA–PNV | Amb EA–PNV | Amb EA–PNV |
| 2004              | Amb Galeusca-EP | Amb Galeusca-EP | Amb Galeusca-EP | 1 / 54 |       | 249,143    | 35.28%     | 1r         | 4,188      | 2.10%      | 6è         |
| 2009              | Amb CEU         | Amb CEU         | Amb CEU         | 1 / 54 |       | 208,432    | 28.54%     | 1r         | 3,691      | 1.82%      | 7è         |
| 2014              | Amb CEU         | Amb CEU         | Amb CEU         | 1 / 54 |       | 208,987    | 27.48%     | 1r         | 5,552      | 2.54%      | 7è         |
| 2019              | Amb CEUS        | Amb CEUS        | Amb CEUS        | 1 / 59 |       | 380,577    | 33.92%     | 1r         | Amb GBai   | Amb GBai   | Amb GBai   |

### El PNB a les eleccions franceses
Al País Basc del Nord el PNB va concórrer a les eleccions europees de 2009 amb una candidatura anomenada Euskadi Europan/Le Pays Basque en Europe (El País Basc a Europa en català) encapçalada per Jean Tellechea (escollit regidor a Urruña per la legislatura 2008-2014). Així, el PNB va obtindre un total de 4.201 vots a tota la circumscripció del Sud-Oest que agrupa les regions d'Aquitània, Llenguadoc-Rosselló i Migdia-Pirineus, 3.102 dels quals foren emesos al País Basc del Nord. Els resultats per territoris bascos van ser: Lapurdi (2.429 sufragis i 3,3% dels vots del territori), Baixa Navarra (506 vots i 4,6% dels vots) i Zuberoa (167 vots i un 2,9%).

Divisió administrativa en Districtes i Cantons del departament dels Pirineus Atlàntics.

A les eleccions municipals i cantonals franceses de 2008, el PNB es va presentar en solitari i va aconseguir nou regidors, triplicant el nombre aconseguit en els anteriors comicis. La resta de forces nacionalistes basques es va agrupar en la coalició Euskal Herria Bai, que reunia Abertzaleen Batasuna (AB), Batasuna i Eusko Alkartasuna, negant-se el EAJ-PNB a formar-ne part per la no condemna de la violència terrorista per part d'alguns membres d'aquesta coalició.

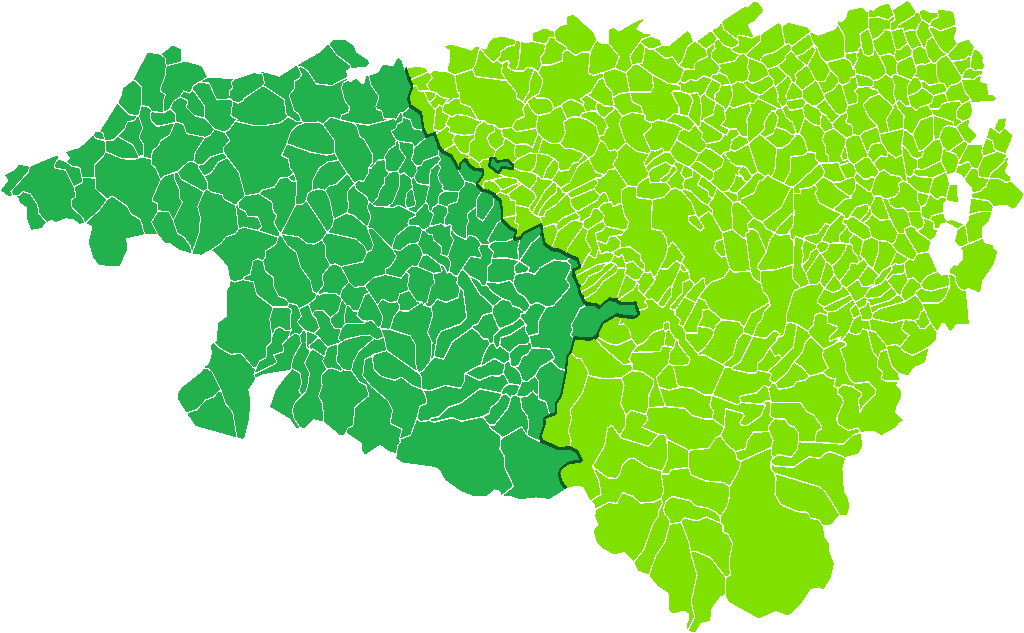
Situació d'Iparralde dins del "Departament dels Pirineus Atlàntics" que és un dels quatre Departaments de la "Regió d'Aquitània".

En 2010 EAJ-PNB va obtenir els millors resultats electorals de les candidatures nacionalistes basques a Iparralde. No obstant això, l'àmbit d'actuació del partit se centra només al territori conegut com a "Iparralde" que és una part del poc poblat Departament dels Pirineus Atlàntics, el qual a més és només un dels quatre departaments que componen la circumscripció electoral de la Regió d'Aquitània que posseeix 3.150.890 habitants; això implica que, a causa de les peculiaritats de la legislació electoral francesa, tant el PNB com la resta de forces regionalistes i nacionalistes, tinguin moltes dificultats per superar el 5% dels vots que es precisen a Aquitània per poder passar a la segona volta de les eleccions franceses.
A les eleccions municipals franceses de 2020 va aconseguir 14 regidors, i entre ells l'alcalde d'Arrosa.